# Unia Lewicy
Unia Lewicy (deutsch „Union der Linken“ – UL) ist eine Koalition linker polnischer Parteien, die am 5. Dezember 2004 gegründet wurde. Am 20. März 2005 wurde die Gründung einer politischen Partei beschlossen. Auf dem Gründungsparteitag am 7. Mai 2005 formte sie sich in die Partei Unia Lewicy III RP („Union der Linken der III. Republik“) um (gerichtliche Registrierung am 15. Juni 2005). Ihre Vorsitzende wurde Izabela Jaruga-Nowacka (7. Mai – 10. Dezember 2005). Seit dem 10. Dezember 2005 ist Piotr Musiał Parteivorsitzender. Führende Vertreter anderer Organisationen, die ursprünglich das Bündnis UL gegründet hatten, traten der neuen Partei nicht bei.
Die Partei hat sich zum Ziel gesetzt, eine gesellschaftliche Bewegung zu bilden, die eine linke Alternative zum Sojusz Lewicy Demokratycznej („Bund der Demokratischen Linken“ – SLD) und zur Socjaldemokracja Polska („Sozialdemokratie Polens“ – SdPl) darstellen soll. 
Im Jahr 2005 gründete sie mit einigen linken Organisationen wie der Pracownicza Demokracja („Arbeiterdemokratie“), den Młodzi Socjaliści („Junge Sozialisten“), sowie dem Wahlkampfteam der Prof. Maria Szyszkowska die informelle Koalition „Gegen die (rechtsextreme) Młodzież Wszechpolska (Allpolnische Jugend)“. 
Im August 2005 einigte sich die UL mit der SLD darauf, dass die UL-Kandidaten bei den Sejm-Wahlen auf der Liste der SLD kandidieren sollten. Die Liste der SLD erhielt 1.335.257 Stimmen (11,31 % auf Landesebene), wodurch Izabela Jaruga-Nowacka das einzige Mandat für die UL erwarb. Später trat sie aus der UL aus und wurde Mitglied der SLD-Fraktion im Sejm. Die Aufstellung der UL-Kandidaten auf der Liste der SLD wurde von anderen Organisationen der radikalen Linken scharf kritisiert. 
Bei den Kommunalwahlen am 12. November 2006 unterstützte die UL Wanda Nowicka, die von der Polska Partia Pracy als Kandidatin für das Amt des Stadtpräsidenten von Warschau nominiert wurde.
Bei den Sejm-Wahlen 2007 starteten die Kandidaten der Unia Lewicy hauptsächlich auf der Liste der PPP (ein Kandidat war auf der Liste der Lewica i Demokraci („Linke und Demokraten“ – LiD)), die den Einzug in den Sejm nicht schaffte.

## Hauptforderungen im Programm der Unia Lewicy
1. Trennung von Kirche und Staat, kein Religionsunterricht an öffentlichen Schulen und Neuverhandlung bzw. Aufkündigung des Konkordats
2. Steuerprogression, Einführung eines garantierten Mindesteinkommens und Erhöhung des Mindestlohns
3. Vollbeschäftigung, Einführung von Steuererleichterungen für die Schaffung von Arbeitsplätzen und Investitionen
4. Erhöhung der Staatsausgaben für den Ausbau der Infrastruktur und den sozialen Wohnungsbau
5. wirksamer Arbeitsschutz durch strengere gesetzliche Regelungen und deren Durchsetzung
6. allgemeine und kostenlose Bildung in allen Bereichen, enge Zusammenarbeit der Wissenschaft mit der heimischen Wirtschaft 
7. Gleichberechtigung von Mann und Frau, Bekämpfung der Diskriminierung von Frauen am Arbeitsplatz und Legalisierung des Schwangerschaftsabbruchs
8. Einführung der gleichgeschlechtlichen eingetragenen Partnerschaft, Schutz und Toleranz von Minderheiten
Die Partei identifiziert sich mit den Forderungen der Globalisierungskritik.

## Führende Politiker
- Piotr Musiał - Vorsitzender, Ökonom und ehemaliger Vorsitzender der Antyklerykalna Partia Postępu RACJA (Antiklerikale Partei des Fortschritts RACJA).
- Szymon Niemiec - Stellvertretender Vorsitzender, Funktionär im Homosexuellenverband LGBT, organisiert die Parada Równości in Warschau.
- Ewa Błońska - Generalsekretärin, früher in der Unia Pracy.
- Stanisław Kozak - Stellvertretender Vorsitzender, Stadtrat in Krakau, früher in der Partei Centrolewica RP.
- Marek Motyka - Stellvertretender Vorsitzender, Physiker und Umweltaktivist, früher in der SLD.
- Marek Grządziel - Stellvertretender Vorsitzender, früher in der Antyklerykalna Partia Postępu RACJA.
- Grzegorz Kotarski - Stellvertretender Vorsitzender, Pädagoge, früher in der Antyklerykalna Partia Postępu RACJA.
- Krystyna Szymańska - Schatzmeisterin, Ökonomin, und linke Aktivisting aus Łódź, früher in der SLD.

## Organisationen, die die UL unterstützen
Die Unia Lewicy wird durch diverse gesellschaftliche Organisationen unterstützt, unter anderem durch:
- Demokratyczna Unia Kobiet (Demokratische Frauenunion)
- Międzynarodowe Stowarzyszenie Gejów i Lesbijek na Rzecz Kultury w Polsce (Internationaler Verein der Schwulen und Lesben für Kultur in Polen)
- Ogólnopolski Związek Bezrobotnych (Allgemeinpolnischer Bund der Arbeitslosen)
- Stowarzyszenie Kobiet Lewicy (Verein Linker Frauen)
- Związek Socjalistycznej Młodzieży Polskiej (Sozialistischer Jugendbund Polens)
- Federacja Młodych Unii Pracy (Jugendföderation der Unia Pracy)